# Аксёнов, Семён Николаевич
Семён Никола́евич Аксёнов (около 1784 — 1853) — русский гитарист-семиструнник и композитор.

## Биография
Происходил из дворян, совмещал военную и административную карьеру с занятиями музыкой. Аксёнов — один из первых и наиболее успешных учеников Андрея Сихры, с которым он занимался в Москве. Автор учебников музыки. Начал службу в 1801 году, вахтером провиантского ведомства; в 1803 году был писарем, а 31 декабря 1804 года произведён в 14 класс. Продолжая служить в том же ведомстве (до 6 апреля 1807 года), Аксёнов определён 16 июня того же года в Горный департамент, а отсюда (12 января 1808 года) в сибирскую казённую палату. В 1810 году он вышел в отставку, приехал в Петербург и определился в Лесной департамент, а в 1811 году, с чином 10 класса, перешёл экзекутором в Санкт-Петербургскую контору адресов, сделавшись известным начальнику столицы, генералу Вязьмитинову. 13 сентября 1819 года был назначен чиновником особых поручений при генерал-кригс-комиссаре Абакумове, в чине 8 класса, а 27 августа 1823 года — чиновником особых поручений при Военном Министре и служил в этой должности до 6 декабря 1827 года. С 4 января 1828 года состоял чиновником особых поручений в комиссариатском департаменте Морского министерства, а с 23 апреля 1830 года, до отставки, членом общего присутствия департамента. Состоял членом-сотрудником Санкт-Петербургского вольного общества любителей российской словесности.
В 1830-е переехал в своё имение Лошаки в Данковском уезде Рязанской губернии, где и прожил оставшиеся годы жизни. Но в 1833 году в с.Борок землевладелецей 65 душ, пристани на р.Паре со складами хлеба стала вдова коллежского регистратора Фатова – княгиня Варвара Алексеевна Кропоткина, вышедшая 2-й раз замуж за Семена Николаевича Аксенова(1787-1840),чиновника 6 кл. Комиссариатского Департамента Морского министерства, известного первого в России гитариста. У него было трое детей – Николай(р.3.06.1828), Анна(р.30.06.1829) и Наталья(р.22.08.1831), скорее всего дети от 2-й жены, указанной княгини Варвары Алексеевны.
Указанный в Рязанском архиве "вновь поселенный поселок», возможно и есть Аксенов хутор, названный по фамилии гитариста и показанный у И.И. Проходцева в "Населенных местах». Сейчас этот хутор называется Майский и находится недалеко от с Борок за с. Березово Шиловского района Рязанской области на р. Тырнице.

### Гитара
Аксёнов писал фантазии, вариации и попурри на русские песни. Ввел в технику гитарной игры так называемый «певучий стиль» (legato) и изобрёл способ играть флажолетами все ноты.
Аксёнов был замечательным виртуозом на гитаре и, переведя с французского руководство Игнатия Гельда «Школа для семиструнной гитары», исправил и дополнил его, присоединив «Изъяснение способа играть во всех тонах октавными флажиолетами». «Школа» эта считалась лучшим руководством для желающих играть на гитаре.
В отличие от Сихры и Высотского, композиторское наследие Аксёнова для гитары относительно невелико, однако глубоко и содержательно. Его перу также принадлежат романсы для голоса и фортепиано и переложения фортепианных пьес на гитару («Камаринская» Филда, «Охота» Дусика и др.). Фантазии для гитары на темы русских народных песен, сочинённые Аксёновым, стали одними из первых сочинений в этом жанре, завоевавшими популярность.
Из сочинений Аксёнова изданы 9 пьес, в том числе «Тема и вариации из Септета Бетховена», переложение для 2 гитар и «Новый журнал» — сборник 12 песен с вариациями. Аксёнов перевел с французского и дополнил «Школу для 7-струнной гитары» Игнатия де Гельда (1819).
- Гельд И. Ф. Школа для семиструнной гитары : С присовокуплением изъяснения способа, играть во всех тонах октавными флажиолетами: изобретеннаго г-м Аксеновым / Испр. и доп. С. Аксеновым. — СПб.: При Императорской Академии наук, 1819. — 44 с.

Переложения произведений Аксёнова для исполнения на классической 6-струнной гитаре в 2000-2018 годы выполнил композитор и гитарист Сергей Иванович Руднев. В 2018 в российском издательстве "VIRTUOZO" издан сборник нот, содержащий на 228 страницах 63 переложения произведений 7 русских гитарных композиторов: Сергей Руднев. "РУССКИЕ ГИТАРНЫЕ КОМПОЗИТОРЫ XIX ВЕКА". ISMN 979–0–9003319–0–8.